# Loven om tiltrækning
 Denne artikel bør gennemlæses af en person med fagkendskab for at sikre den faglige korrekthed.

 Der er for få eller ingen kildehenvisninger i denne artikel, hvilket er et problem. Du kan hjælpe ved at angive troværdige kilder til de påstande, som fremføres i artiklen.

Loven om tiltrækning er blevet populariseret efter filmen "The Secret" af Rhonda Byrne fra 2006. "Hemmeligheden" (the secret) er "loven om tiltrækning", som hævdes at være en naturlov. Ifølge loven påvirker man virkeligheden med sine tanker gennem "vibrationer".
Hvis man fx fokuserer på regninger, får man flere regninger, mens man får penge, hvis man fokuserer på penge. Det hævdes også, at man kan heale med tankens kraft. Kvantefysik bruges gerne til at legitimere troen på loven om tiltrækning.
Omkring år 1900 udkom flere bøger om emnet; blandt andet Thought Vibration or the Law of Attraction in the Thought World (1906) af William Walker Atkinson. Udtrykket "loven om tiltrækning" er nævnt i flere teosofiske skrifter af bl.a. andet William Quan Judge i 1915 og Annie Besant i 1919. Besant forklarede, at den beskriver en form for karma.
| Pseudovidenskab | Spire Denne artikel om pseudovidenskab er en spire som bør udbygges. Du er velkommen til at hjælpe Wikipedia ved at udvide den. |